# 肉馅羊肚
肉馅羊肚（英語：haggis），是一道传统的苏格兰菜。它实际上就是羊杂碎，制法是先将羊的胃掏空，里面塞进剁碎的羊内脏如心、肝、肺，再加上燕麦、洋葱、羊油、盐、香辣调味料和高汤等，制成袋（现在常用香肠衣来代替羊胃），水煮约三小时，到鼓胀而成。如今餐馆通常会把羊的胃袋在上桌前去掉，只留下羊杂给客人享用。一般与馬鈴薯泥和芜菁甘蓝泥以及一杯苏格兰威士忌一起食用。风味独特。
哈革斯被称为苏格兰“国菜”，一般认为是受到了苏格兰民族诗人罗伯特·伯恩斯1787年创作的《致哈吉斯》一诗的影响。彭斯在该诗中称哈革斯为“布丁一族的伟大首领”。后人为了纪念彭斯，定每年1月25日为伯恩斯之夜，在晚餐时背诵彭斯的《致哈吉斯》一诗，并享用哈革斯。
虽然是苏格兰的传统食物，但近年来英格兰和威尔士人相继宣布哈革斯最早是由他们所发明。目前最早有关哈革斯的记录出现于在英格兰兰开夏郡西北部发现的一本食谱《Liber Cure Cocorum》，大概可以追溯到1430年左右。哈革斯在这本食谱中的名称是“hagese”。其中写道：

For hagese'. （製作哈吉斯）
Þe hert of schepe, þe nere þou take, （羊的心、腎臟你取下）
Þo bowel noght þou shalle forsake, （但大腸你應捨棄）
On þe turbilen made, and boyled wele, （在turbilen上面做並煮熟）
Hacke alle togeder with gode persole, （全部切碎配好persole）

## 注脚

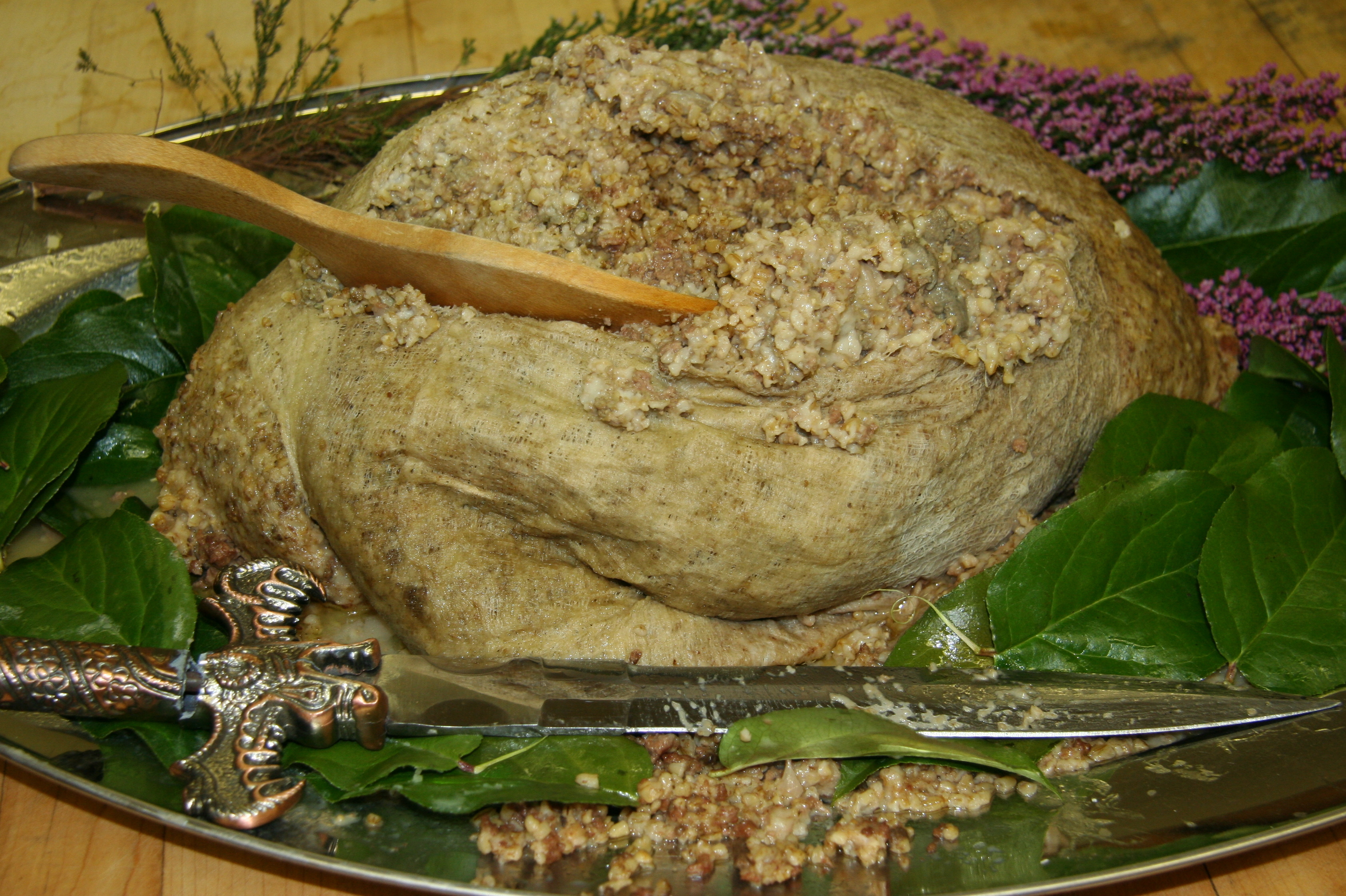
肉馅羊肚

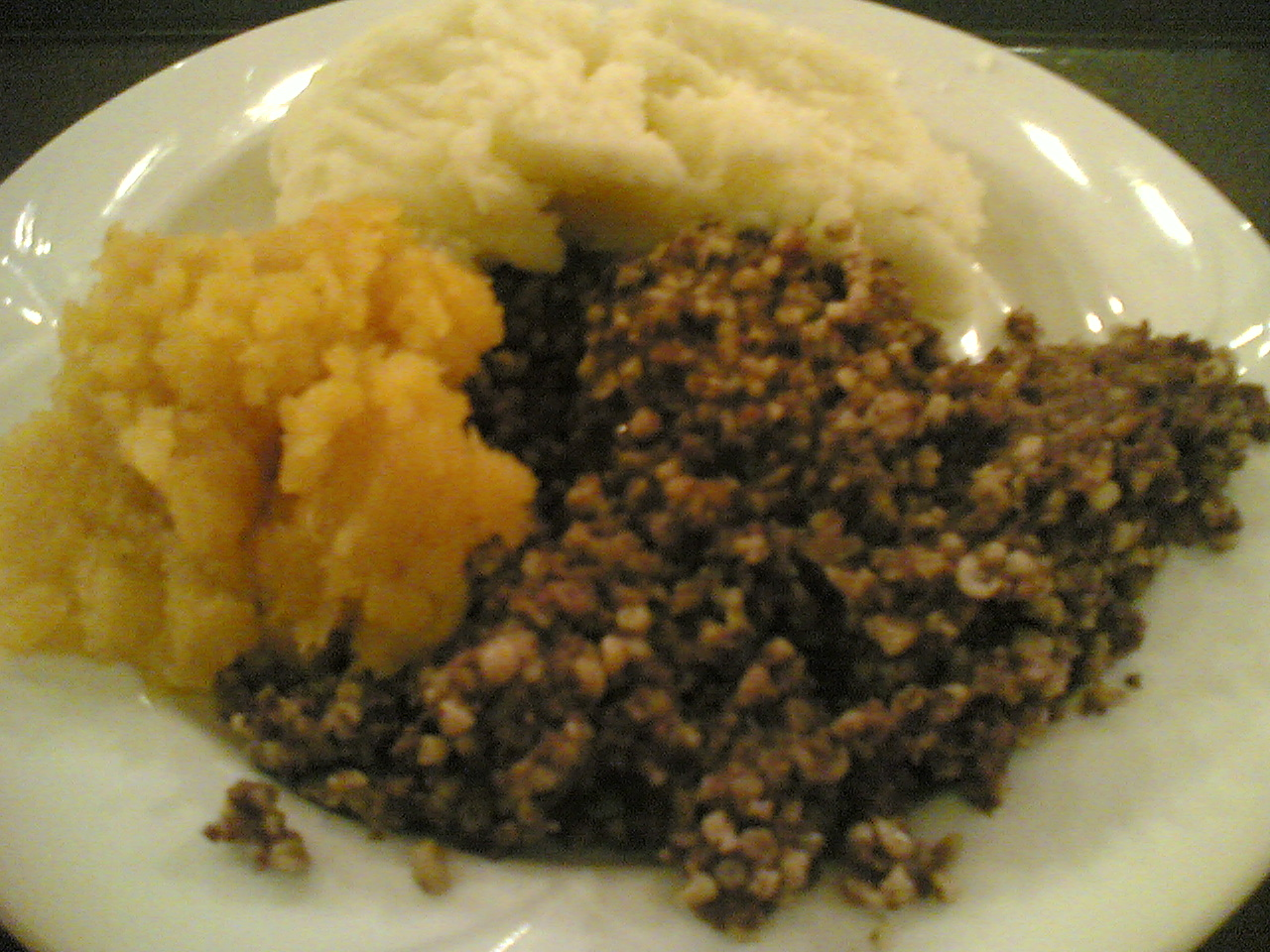
羊肚杂碎布丁、土豆泥和芜菁甘蓝泥。

1. ↑  因翻译方式不同又译为称羊肚杂碎布丁，音译则为哈吉斯、哈革斯
2. ↑  英語：
3. ↑  英語：
4. ↑  英語：
5. ↑  英語：
6. ↑  英語：